# F.C. Amnat Charoen Town
F.C. Amnat Charoen Town (สโมสรฟุตบอลอำนาจเจริญ ทาวน์) este un club de fotbal semi profesionist din Thailanda , se afla in orasul Amnat Charoen. Clubul a fost infiintat in 2011